# Ath
|  | Per a altres significats, vegeu «Senyoria d'Ath». |

Ath (en való Ate, en picard Ât, neerlandès Aat) és un municipi belga de la província d'Hainaut a la regió valona. Està compost per les viles d'Ath, Lanquesaint, Irchonwelz, Ormeignies, Bouvignies, Ostiches, Rebaix, Maffle, Arbre, Houtaing, Ligne, Mainvault, Moulbaix, Villers-Notre-Dame, Villers-Saint-Amand, Ghislenghien, Isières, Meslin-l'Évêque i Gibecq.
És a 60 kilòmetres a l'oest de Brussel·les, 65 kilòmetres a l'est de Lilla, a 27 kilòmetres a l'est de Tournai i 23 kilòmetres al nord de Mons.

## Administració
| Entrée en fonction | Identité                 | Parti          |
| ------------------ | ------------------------ | -------------- |
| 1830               | Edouard de Rouillé       | (Unionisme ?)  |
| 1833               | Jean-Baptiste Delescluse | Partit liberal |
| 1837               | Jean-Baptiste Taintenier | No inscrit ?   |
| 1848               | Jean-Baptiste Delescluse | Partit liberal |
| 1855               | Charles Lor              | Partit liberal |
| 1858               | Félicien Wincqz          | Partit liberal |
| 1863               | Auguste Broquet          | Partit liberal |
| 1869               | Florimond Delmée         | Partit liberal |
| 1875               | Louis Pilette            | Partit liberal |
| 1879               | Emile Durieu             | Partit liberal |
| 1902               | Oswald Ouverleaux        | Partit liberal |
| 1926               | Fernand Felu             | No inscrit ?   |
| 1932               | Emile Carlier            | P.O.B          |
| 1934               | Fernand Lefranc          | P.O.B          |
| 1938               | Fernand Felu             | No inscrit ?   |
| 1945               | Georges Empain           | No inscrit ?   |
| 1946               | Horace Leleux            | No inscrit ?   |
| 1947               | Camille Van Graefschepe  | P.S.B.         |
| 1970               | Georges Vandensavel      | PSB            |
| 1977               | Guy Spitaels             | PS             |
| 1997               | Bruno Van Grootenbrulle  | PS             |
| 2008               | Jean-Pierre Denis        | PS             |

## Agermanaments
- Meslin